# Robert Skolimowski
Robert Wacław Skolimowski (ur. 14 sierpnia 1956 w Warszawie jako Robert Skólimowski) – polski sztangista, medalista mistrzostw świata.

## Życiorys
Zawodnik występujący w wadze superciężkiej (ponad 110 kg). W listopadzie 1976 w Elblągu, reprezentując AZS Warszawa, zdobył złoty medal na MP Młodzieżowców do lat 23 w wadze superciężkiej, uzyskując wynik 295 kg (130 kg + 165 kg). W 1986 zdobył brązowy medal mistrzostw świata (w dwuboju z wynikiem 410 kg). Wcześniej wśród juniorów wywalczył złoty i brązowy medal mistrzostw świata oraz złoty i brązowy medal mistrzostw Europy. Zdobył też trzy brązowe medale Igrzysk Dobrej Woli w Moskwie (1986) – w rwaniu, podrzucie i dwuboju.
Wystąpił na Letnich Igrzyskach Olimpijskich w Moskwie w 1980. Zajął na nich w wadze superciężkiej 7. miejsce z wynikiem 385 kg (175 kg + 210 kg). Był także siedmiokrotnym mistrzem Polski.
Ukończył technikum mechaniczne, podjął nieukończone studia na warszawskiej AWF. Pracował jako trener juniorów, później jako agent ochrony. Ojciec Kamili, mistrzyni olimpijskiej w rzucie młotem.
W 2015 został członkiem honorowego komitetu poparcia Bronisława Komorowskiego przed wyborami prezydenckimi.